# European Petrol Station Interface
Das European Petrol Station Interface, kurz EPSI, ist ein herstellerunabhängiger, offener Schnittstellenstandard im Tankstellenbereich.

## Geschichte
EPSI wurde von 1997 bis 2001 auf der Grundlage eines von der Mineralölindustrie initiierten und geförderten Forschungsvorhabens (1991 bis 1996) der  Physikalisch-Technischen Bundesanstalt (PTB) und der Deutschen Wissenschaftlichen Gesellschaft für Erdöl, Erdgas und Kohle e.V. (DGMK) ins Leben gerufen. 1995 ging die erste EPSI-Tankstelle in Köln in Betrieb. Bis zum Abschluss des Normungsvorhabens im Jahre 2001 sind weit über 1000 Tankstellen mit EPSI-Technik ausgerüstet worden. EPSI ist in der DIN 26050 genormt.

## Technik
EPSI basiert auf dem DIN-Messbus und ist ein Client-Server basierter Bus. In der Vergangenheit wurden verschiedene Schnittstellen zu anderen Medien entwickelt. So zum Beispiel eine TCP/IP Schnittstelle, die an der TU Berlin entwickelt wurde.

## Einsatzgebiete
EPSI soll die einfache Vernetzung von Geräten im Tankstellenumfeld ermöglichen. Die Geräte wie z. B. Waschanlage, Kasse und Zapfsäule müssen dabei nicht vom selben Hersteller geliefert werden, um miteinander kommunizieren zu können. Durch Erweiterungen lässt sich auch eine drahtlose Kommunikation z. B. via WLAN ermöglichen.